# ポリス・ユナイテッドFC
ポリス・ユナイテッド・フットボールクラブ（タイ語: สโมสรฟุตบอลเพื่อนตำรวจ, 英語: Police United Football Club）は、タイ王国のパトゥムターニー県をホームタウンとしていたサッカークラブ。

## 歴史
1960年（仏滅紀元2503年）、ポリス・ユナイテッドFCはタイ警察のサッカークラブ「ロイヤル・タイ・ポリス」として創設された。
2009年、ロイヤル・タイ・ポリスからポリス・ユナイテッドFCに改称した。
2010年、ポリス・ユナイテッドFCはタイ王国のサッカークラブとして初の公開会社となった。
2013年、FAカップでベスト4に進出したが、準決勝でバンコク・グラスFCに2-5で敗れた。
2017年、BECテロ・サーサナFCと合併し、解散した。

## タイトル
- タイ・ディヴィジョン1リーグ 優勝 (3) : 1999, 2005-06, 2009
- コー・ロイヤルカップ 優勝 (1) : 1965
- タイ・リーグカップ 優勝 (3) : 1989, 1991, 1993
- Khǒr Royal Cup 優勝 (2) : 1953, 1954

## 過去の成績
| シーズン | ディビジョン    | 順位 | FAカップ |
| -------- | --------------- | ---- | -------- |
| 1996-97  | プレミア        | 10位 |          |
| 1997     | プレミア        | 11位 |          |
| 1998     | ディヴィジョン1 |      |          |
| 1999     | ディヴィジョン1 | 1位  |          |
| 2000     | プレミア        | 7位  |          |
| 2001-02  | プレミア        | 11位 |          |
| 2002-03  | ディヴィジョン1 |      |          |
| 2003-04  | ディヴィジョン1 |      |          |
| 2004-05  | ディヴィジョン1 |      |          |
| 2005-06  | ディヴィジョン1 | 1位  |          |

| シーズン | ディビジョン    | 順位 | FAカップ |
| -------- | --------------- | ---- | -------- |
| 2007     | プレミア        | 16位 |          |
| 2008     | ディヴィジョン1 | 4位  |          |
| 2009     | ディヴィジョン1 | 1位  | 4回戦    |
| 2010     | プレミア        | 11位 | 3回戦    |
| 2011     | プレミア        | 9位  | 5回戦    |
| 2012     | プレミア        | 11位 | 4回戦    |
| 2013     | プレミア        | 9位  | 準決勝   |
| 2014     | プレミア        | 16位 | 3回戦    |
| 2015     | ディヴィジョン1 |      |          |

## 歴代所属選手
- 河村崇大 2010
- ナンタワット・タエンソパ 2004-2007, 2010-2011
- 西紀寛 2014
- ティーラテープ・ウィノータイ 2014-2015
- 下地奨 2015

## 歴代監督
- アッタポル・プスパコム 2014-2015（死去）